# Ніколас Магана
Ніколас Магана (ісп. Nicholas Magana, 18 червня 1996) — перуанський плавець.
Учасник Олімпійських Ігор 2016 року.